# Angelo Dundee

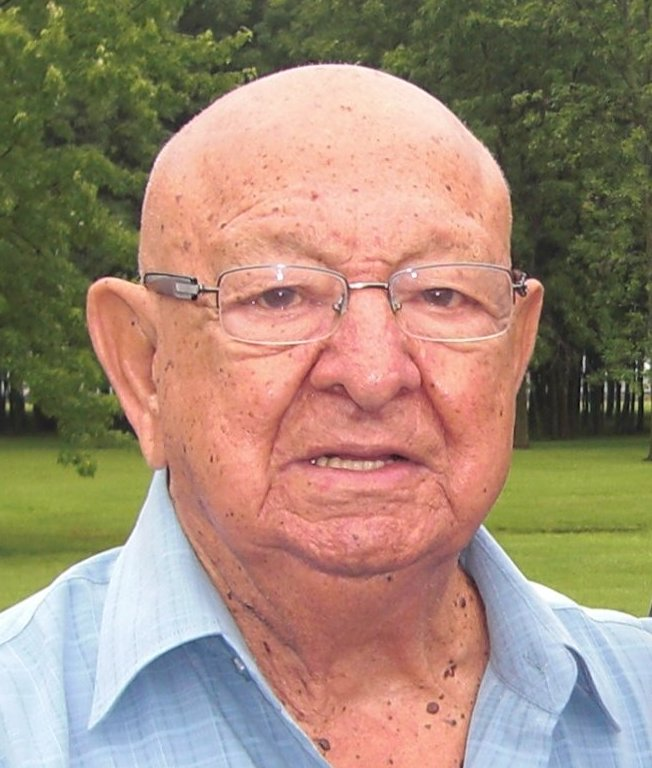
Angelo Dundee (2010)

Angelo Dundee (* 30. August 1921 in Philadelphia, Pennsylvania; † 1. Februar 2012 in Tampa, Florida), eigentlich Angelo Mirena, war ein US-amerikanischer Boxtrainer. Er und sein Bruder benannten sich nach dem ehemaligen Boxer Johnny Dundee.

## Werdegang
Dundee wurde 1921 in Philadelphia als eines von sieben Kindern italienischer Einwanderer aus Kalabrien geboren. Die Behauptung, dass Dundee selber nie geboxt habe, ist insoweit wahr, dass es keinen einzigen protokollierten Kampf von ihm gab. Er lernte vieles über das Boxtraining als Schüler von Lou Stillman. Dundee ging nach New York City und dann nach Miami, Florida, wo er das „Fifth Street Gym“ eröffnete. Carmen Basilio war Dundees erster Boxer, der Weltmeister wurde. Tony DeMarco hatte er zuvor für einen Weltmeisterschaftskampf im Weltergewicht trainiert. Von da an kamen viele junge Talente in seine Boxschule, aus denen einige der größten Boxer der Geschichte hervorgingen. Dundee erlangte internationalen Ruhm, als Muhammad Ali sich von Sonny Liston die Schwergewichtsweltmeisterschaft holte. Sogar als Ali Mitglied der radikalen Black Muslims wurde, weigerte er sich, von jemand anderem als Dundee trainiert zu werden, obwohl dieser weißer Hautfarbe war. Einige Black Muslims, z. B. Elijah Muhammad, versuchten, Ali dazu zu zwingen, sich von Dundee zu trennen, aber beide respektierten sich und wurden Freunde.
Angelo Dundee reiste mit Ali um die ganze Welt und war für Ali die strategische Schlüsselfigur in den Kämpfen mit Archie Moore, Floyd Patterson, Joe Frazier, George Foreman, Ken Norton und später Leon Spinks. Dundee wurde von Foreman beschuldigt, 1974 beim Rumble in the Jungle die Ringseile gelockert zu haben, um Ali den Sieg zu verschaffen, aber Foreman zog später diese Vorwürfe zurück. 1994 war Dundee sogar in Foremans Ecke, als es diesem gelang, mit einem Sieg über Michael Moorer wieder einen WM-Titel zu erringen und damit ältester Schwergewichtsweltmeister aller Zeiten zu werden. Nach Alis Rückzug aus dem aktiven Boxen erkannte Dundee den kommenden Boxstar in Sugar Ray Leonard, den er „Eine kleinere Ausgabe von Ali“ nannte. Dundee führte Leonard zu vielen seiner größten Siege, z. B. die Kämpfe gegen Wilfred Benitez, Roberto Durán und Thomas Hearns. Als Leonard zum ersten Mal auf Hearns traf, dachte Dundee, sein Schützling läge nach Punkten zurück, und rief ihm vor der 13. Runde zu: „You're blowing it, son! You're blowing it!“ („Du vermasselst es!“). Leonard gewann dann in der 14. Runde durch K. o.
Dundee trainierte sechzehn Boxweltmeister, unter ihnen Muhammad Ali, Sugar Ray Leonard, José Nápoles, Jimmy Ellis, Carmen Basilio und Luis Rodríguez und wurde 1994 in die World Boxing Hall of Fame aufgenommen. Er wurde engagiert, den Schauspieler Russell Crowe für seine Darstellung von Jim Braddock in dem Film Das Comeback zu trainieren, und reiste zu Crowe nach Australien, der dann für diesen Film eine Golden Globe Nominierung als Bester Hauptdarsteller erhielt.
Angelo Dundee starb am 1. Februar 2012 in Tampa im Kreis seiner Familie. Eine Woche zuvor war er wegen eines Blutgerinnsels im Krankenhaus behandelt worden, anschließend aber nach Hause zurückgekehrt.
In dem Spielfilm One Night in Miami (2020) wird Dundee von Michael Imperioli gespielt.

## Veröffentlichungen
- Angelo Dundee, Bert Randolph Sugar: My View From the Corner: A Life in Boxing. McGraw-Hill, 2009, ISBN 978-0-07-180206-2.